# بيليانا ستانكوفيتش
بيليانا ستانكوفيتش مواليد 11 سبتمبر 1974 في فرشاتس، جمهورية يوغوسلافيا الاشتراكية الاتحادية، هي لاعبة كرة سلة صربية معتزلة تحولت إلى التدريب بعد الاعتزال. بدأت مسيرتها الاحترافية في سنة 1990. اعتزلت اللعب في 2009. لعبت مع نادي بارتيزان لكرة السلة للسيدات في الدوري الصربي لكرة السلة للسيدات.

## الإنجازات
- كأس الجبل الأسود لكرة السلة للسيدات (6): 1996، 1998، 1999، 2002، 2005، 2006
- الدوري الصربي لكرة السلة للسيدات : 2007، 2008، 2009
- الدوري الأدرياتيكي للسيدات : 2014

## روابط خارجية
- بيليانا ستانكوفيتش على موقع الاتحاد الدولي لكرة السلة (الإنجليزية)
- بيليانا ستانكوفيتش على موقع كرة السلة الأوروبية.كوم (الإنجليزية)
- بيليانا ستانكوفيتش على موقع بروبوليرز (الإنجليزية)